# Journée des défenseurs et défenseuses de l'Ukraine
La Journée des défenseurs et défenseuses de l'Ukraine  est un jour férié observé en  Ukraine et qui est célébrée le 1er octobre. Instaurée en 2015, elle était célébrée à l'origine le 14 octobre. Le 14 était le  jour de l'Intercession de la Mère de Dieu, thème repris sur la pièce de monnaiet et le timbre, et le Jour des cosaques de l'UPA.

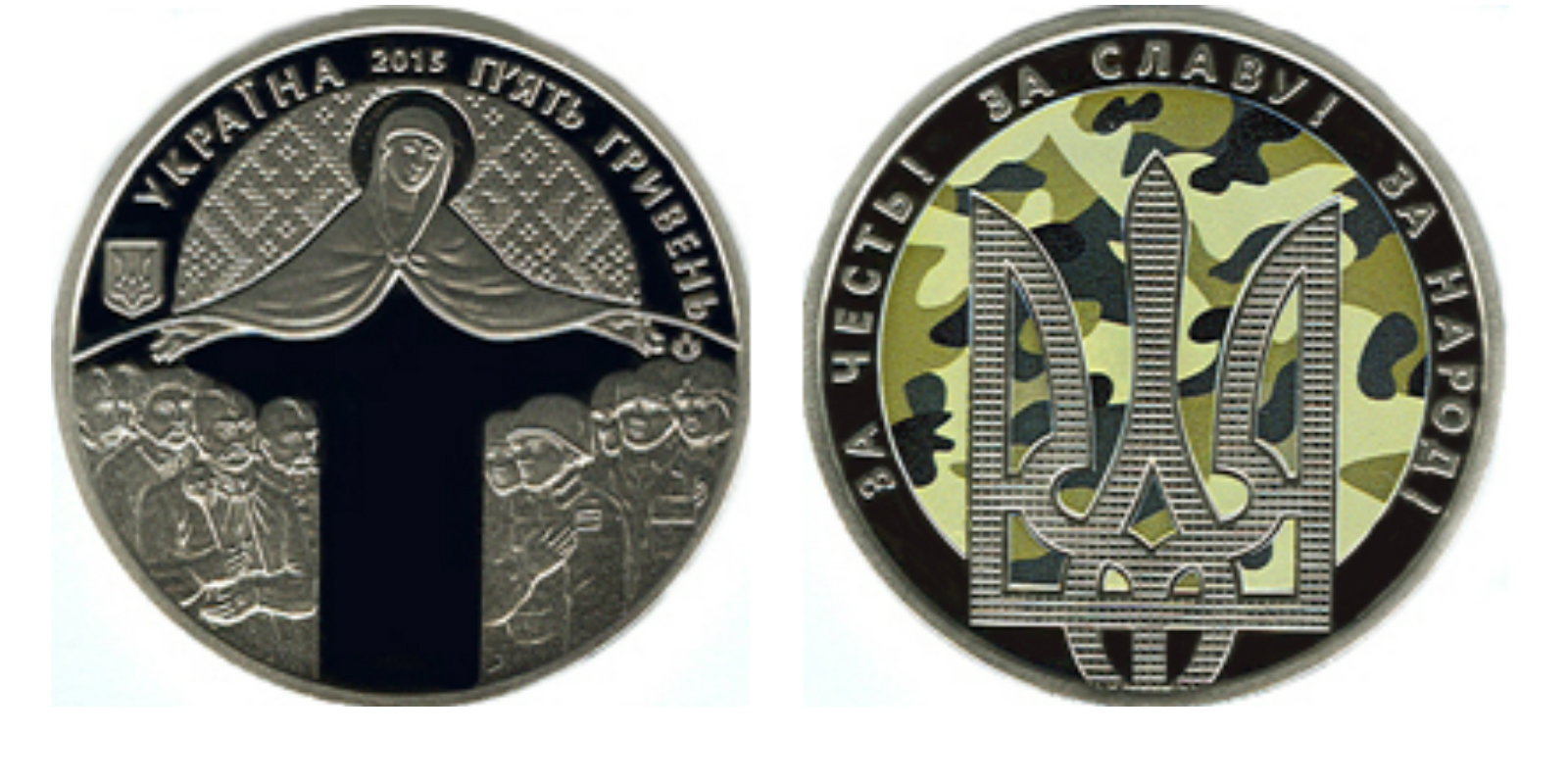
Sur une pièce de monnaie,
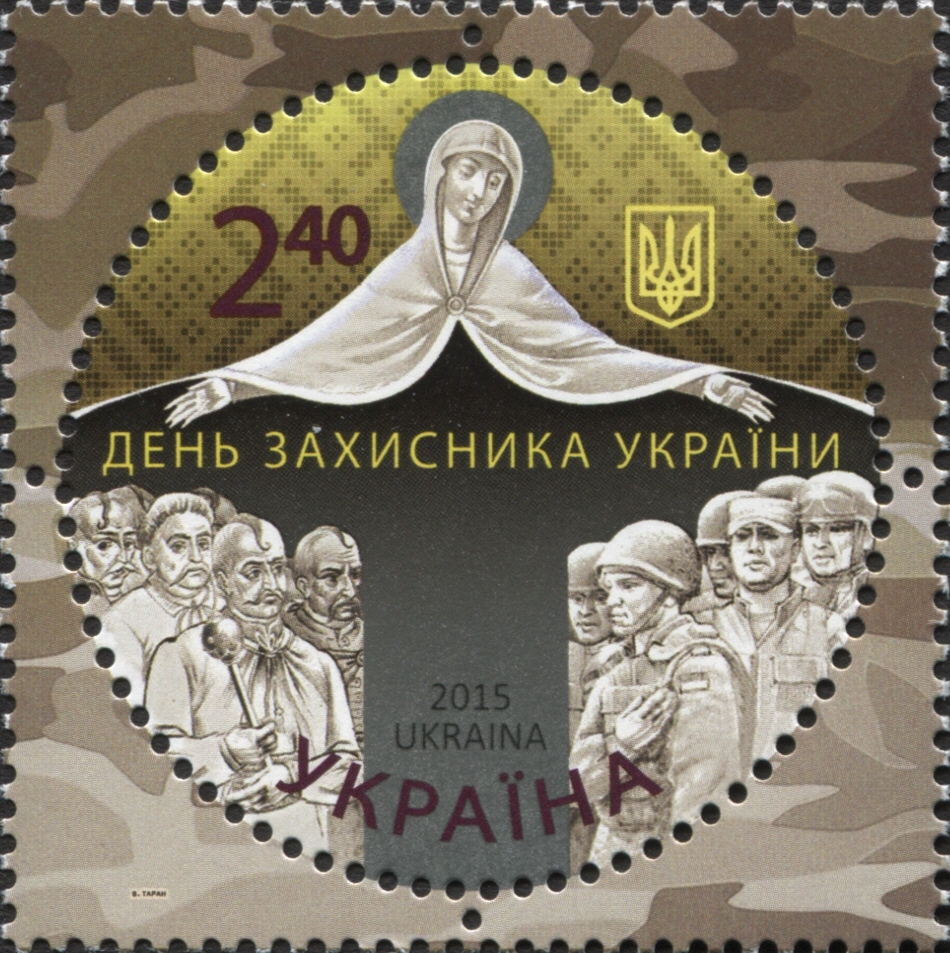
sur un timbre,
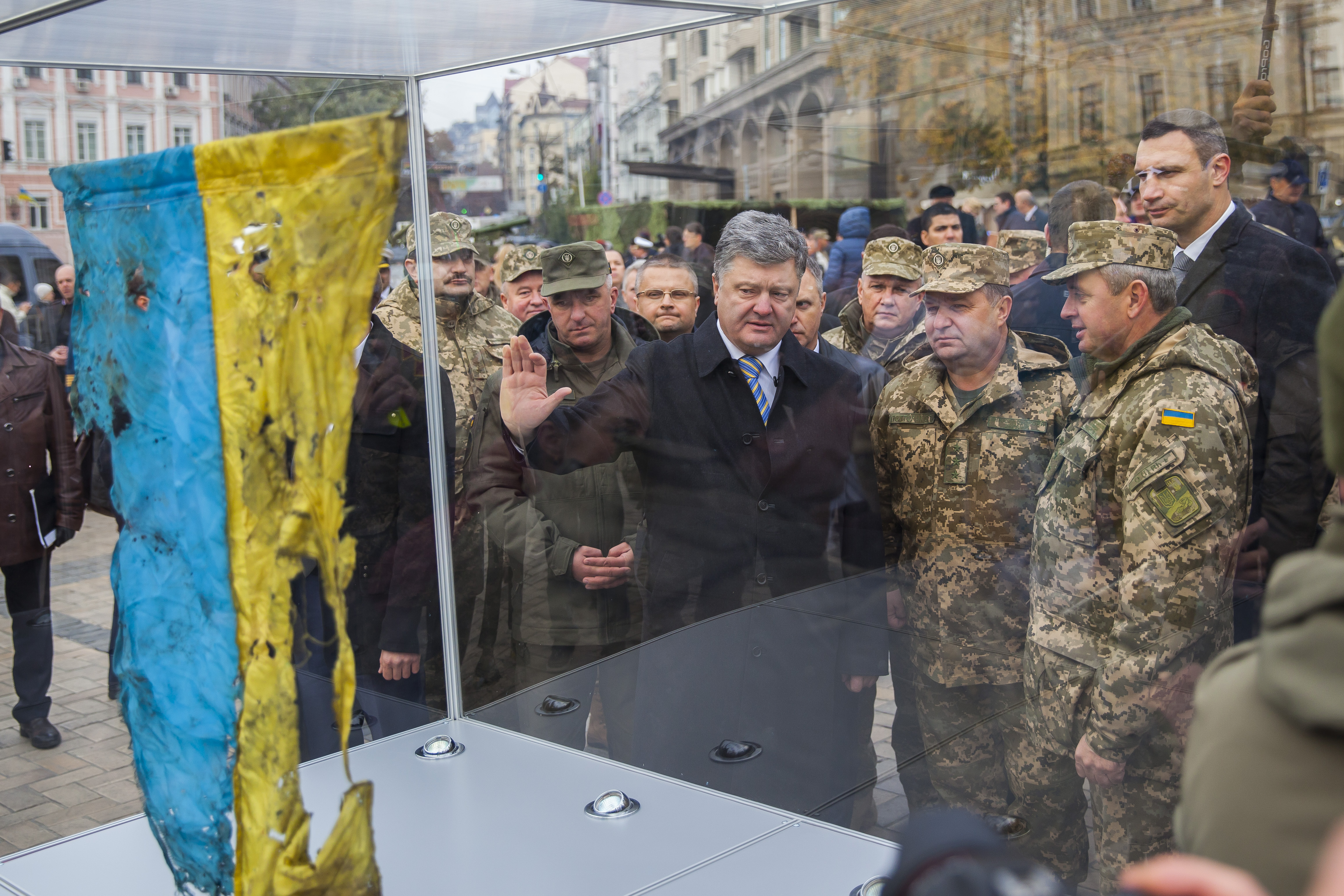
en 2015 avec Petro Porochenko,
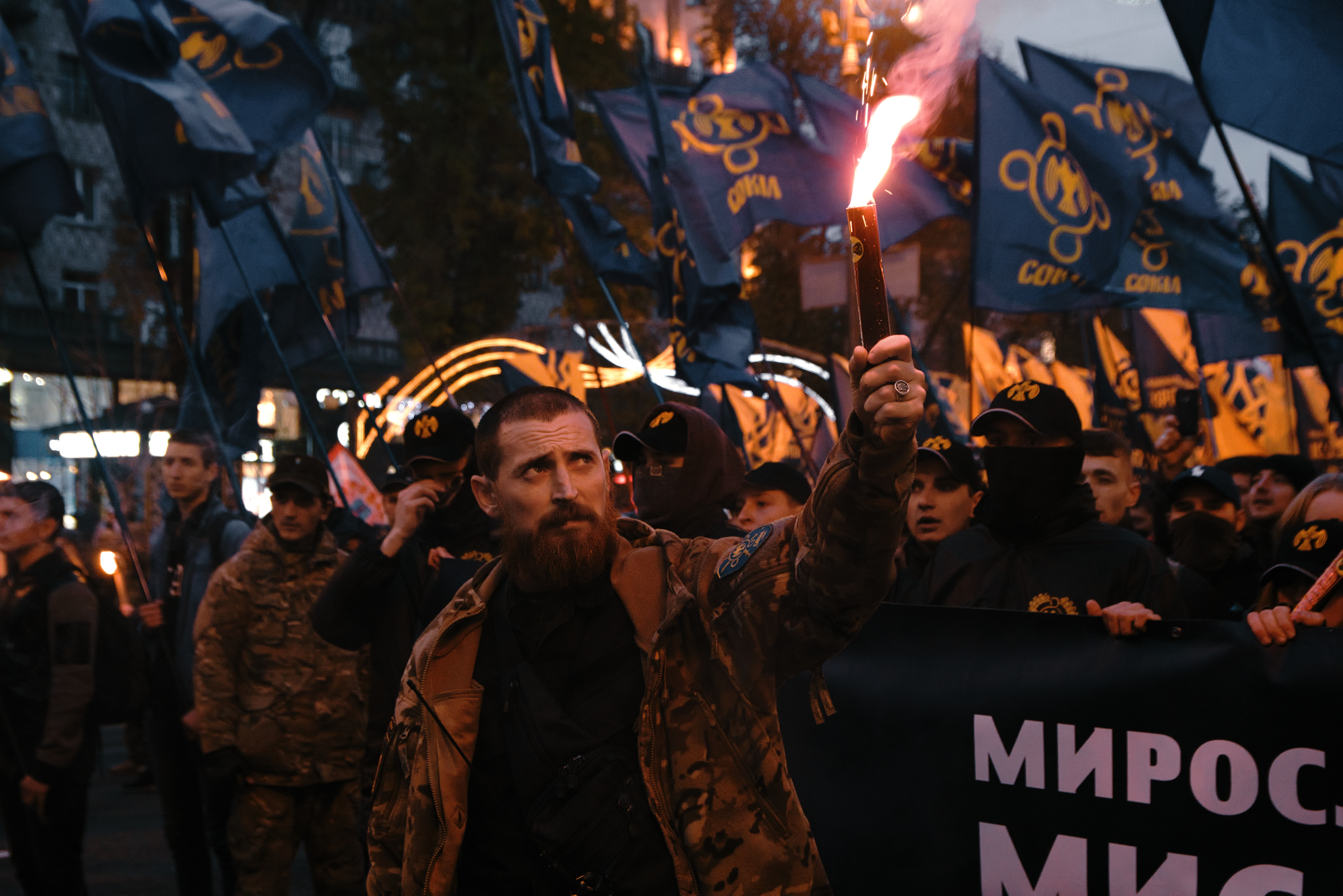
en 2017 à Kiev,
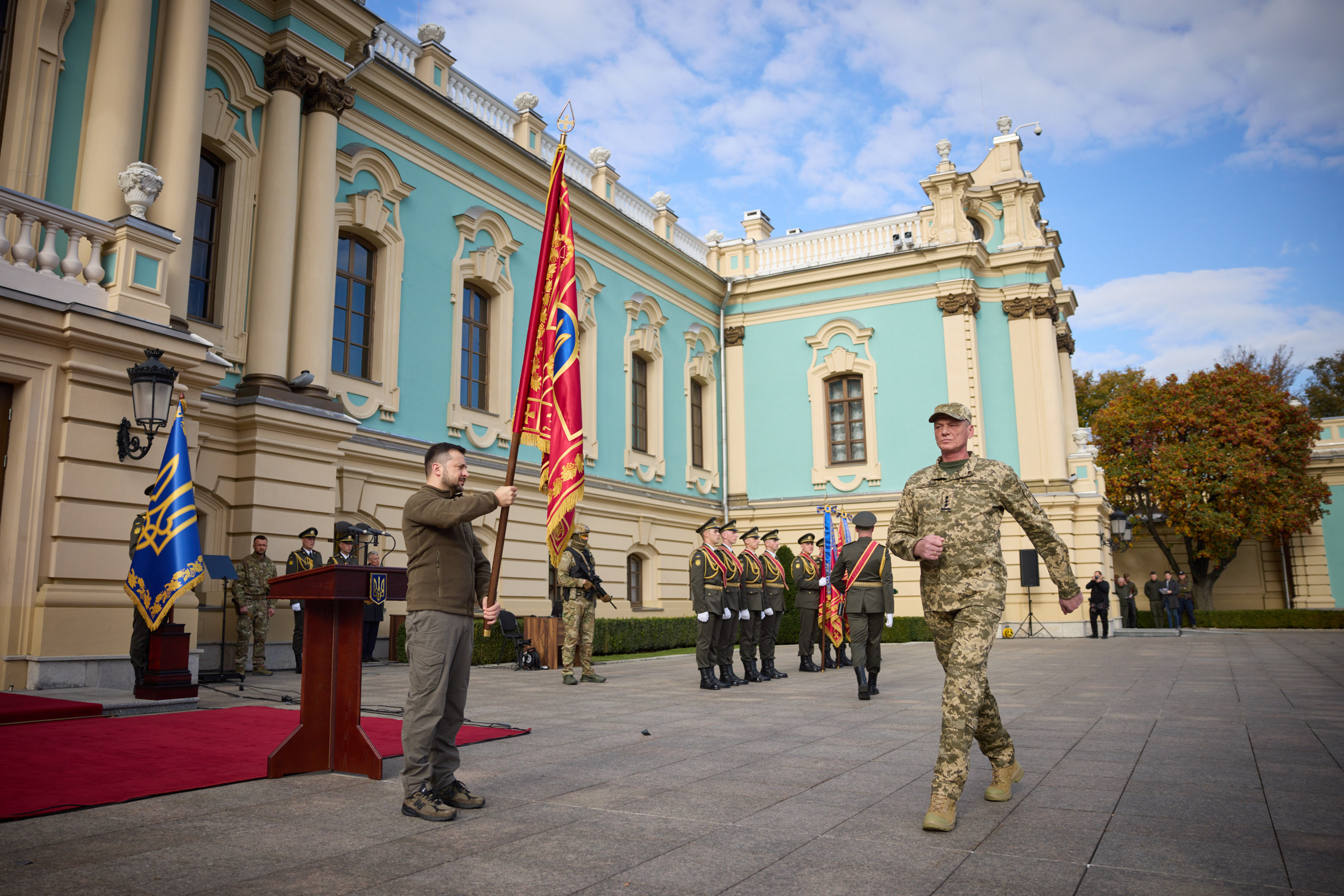
en 2022 avec remise de médailles.